# The Crow – Die Serie
The Crow – Die Serie (Originaltitel: The Crow: Stairway to Heaven) ist eine 22-teilige kanadische Fernsehserie von 1998, die auf der Comicfigur The Crow basiert. Die Titelrolle spielte Mark Dacascos.

## Handlung
Die Handlung des Pilotfilms basiert auf der des ersten Kinofilms, The Crow – Die Krähe. Auch in der Fernsehserie kehrt der Musiker Eric Draven nach seiner Ermordung mit unirdischen Fähigkeiten unter die Lebenden zurück, wo er von einer Krähe (dem Seelenboten) beschützt wird. Er ist dazu verdammt als unbarmherziger Untoter auf der Erde zu verweilen und all die Ungerechtigkeiten zu sühnen, denen auch er einst zum Opfer fiel. Erst dann ist es ihm möglich, als sogenanntes Zwischenwesen („Crow“) ins Jenseits geführt zu werden. Als erstes rächt er seinen und den Tod seiner Freundin – anders als im Kinofilm – muss er jedoch weiter auf der Erde bleiben, bis ein Gleichgewicht zwischen Gut und Böse herrscht (was er versucht in den nachfolgenden 21 Episoden herzustellen).
Die letzte Folge endete mit einem Cliffhanger, der nicht aufgelöst wurde, weil Universal Studios die produzierende Filmfirma PolyGram aufkaufte und danach an einer Fortsetzung nicht interessiert war.

## Veröffentlichungen

### Videokassette
In Deutschland veröffentlichte Warner auf einer Kassette jeweils zwei Folgen, außer dem Pilotfilm „Stairway to Heaven“, der auf einer Kassette erschien.

### DVDs- und Blu-rays
2013 wurden die ersten elf Folgen in deutscher Synchronfassung auf DVD durch die Koch Media GmbH verkauft. Anfang 2014 erschien der zweite Teil der 1. Staffel (3 DVDs) und im
November 2014 eine Komplettbox, die beide Staffeln enthält (6 DVDs).

## Episodenliste
| Nr. (ges.) | Nr. (St.) | Deutscher Titel        | Originaltitel              | Erstausstrahlung Vereinigten Staaten | Deutschsprachige Erstveröffentlichung (D/A/CH) |
| ---------- | --------- | ---------------------- | -------------------------- | ------------------------------------ | ---------------------------------------------- |
| 1          | 1         | Stairway to Heaven (1) | The Soul Can’t Rest        | 2. Okt. 1998                         | 4. Jan. 2000                                   |
| 2          | 2         | Stairway to Heaven (2) | Souled Out                 | 2. Okt. 1998                         | 4. Jan. 2000                                   |
| 3          | 3         | Spiel mit dem Feuer    | Get A Life                 | 9. Okt. 1998                         | 18. Jan. 2000                                  |
| 4          | 4         | Millennium             | Like It’s 1999             | 16. Okt. 1998                        | 25. Jan. 2000                                  |
| 5          | 5         | Visionen               | Voices                     | 23. Okt. 1998                        | 11. Jan. 2000                                  |
| 6          | 6         | Treibjagd              | Solitude’s Revenge         | 30. Okt. 1998                        | 1. Feb. 2000                                   |
| 7          | 7         | Verschwörung           | Double Take                | 6. Nov. 1998                         | 8. Feb. 2000                                   |
| 8          | 8         | Top Dollars Rückkehr   | Give Me Death              | 13. Nov. 1998                        | 13. März 2000                                  |
| 9          | 9         | Schwarze Feder         | Before I Wake              | 20. Nov. 1998                        | 15. Feb. 2000                                  |
| 10         | 10        | Todessehnsucht         | Death Wish                 | 18. Dez. 1998                        | 22. Feb. 2000                                  |
| 11         | 11        | Der schwarze Kreis     | Through A Dark Circle      | 17. Jan. 1999                        | 13. März 2000                                  |
| 12         | 12        | Enthüllung             | Disclosure                 | 24. Jan. 1999                        | 29. Feb. 2000                                  |
| 13         | 13        | Das Urteil             | The People Vs. Eric Draven | 7. Feb. 1999                         | 13. März 2000                                  |
| 14         | 14        | Eine zweite Chance     | It’s A Wonderful Death     | 14. Feb. 1999                        | 18. März 2000                                  |
| 15         | 15        | Mein ist die Rache     | Birds Of A Feather         | 21. Feb. 1999                        | 1. Apr. 2000                                   |
| 16         | 16        | Die Prophezeiung       | Never Say Die              | 28. Feb. 1999                        | 25. März 2000                                  |
| 17         | 17        | Seelenwanderung        | Lazarus Rising             | 17. Apr. 1999                        | 8. Apr. 2000                                   |
| 18         | 18        | Teuflische Klänge      | Closing Time               | 24. Apr. 1999                        | 15. Apr. 2000                                  |
| 19         | 19        | Am Abgrund             | The Road Not Taken         | 1. Mai 1999                          | 22. Apr. 2000                                  |
| 20         | 20        | Familienbande          | Brother’s Keeper           | 8. Mai 1999                          | 29. Apr. 2000                                  |
| 21         | 21        | Der Cop-Killer         | Dead To Rights             | 15. Mai 1999                         | 14. Mai 2000                                   |
| 22         | 22        | Auf Leben und Tod      | A Gathering Storm          | 22. Mai 1999                         | 6. Mai 2000                                    |